# Государственная служба
Государственная служба — профессиональная деятельность в аппарате государственного управления. 
В других источниках определено что Государственная служба — отношение к государству лица, на которое возложено исправление государственной должности, то есть обязанность постоянной деятельности в видах осуществления определенных целей государства, и система государственной службы это результат долгого исторического процесса, находящегося в тесной связи с развитием самого государства. В России, имперского периода, на начало XX столетия, Служба государственная, различалась на военную и гражданскую. В различных государствах как состав, так и функции государственных служащих (госслужащих) определяется по-разному. В частности, различия касаются принадлежности к госслужащим военнослужащих, сотрудников сил поддержания порядка, служащих местных администраций, а также назначаемых и выборных служащих из политиков.

## Древняя Греция
В Древней Греции территория занятая её народами примерно дробилась на 2 000 мелких государств, обыкновенно состоявших из одного города с примыкающими к нему деревенскими поселениями и полями. Каждое такое город-государство пользовалось полною политическою независимостью или неуклонно стремилось к такой независимости от других агрессивных греческих племён. Территория города-государства и была отечеством для этих жителей, все прочие греческие племена были чужие, иноземцы, и взаимные отношения между государствами были отношения международные. В каждом государстве была своя система госслужбы. Ранее возможно Аристотель, написал обширный труд «Политий», содержавший в себе историю и описание строя не менее 158 греческих и варварских государств. 

## Китай

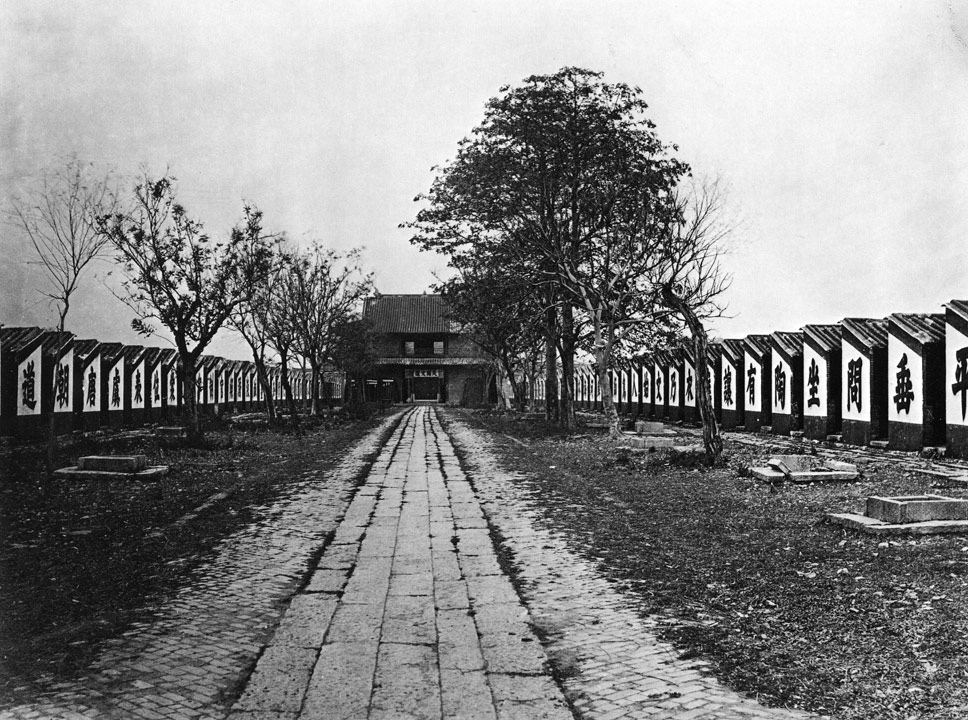
Место проведения экзаменов по приему на государственную службу, Гуандун, 1873. Для размещения кандидатов имелось 7500 изолированных кабин.

Система государственной службы в Китае складывалась в течение десятков веков. Её основы заложил Лю Бан, который основал династию Хань в 206 году. Империя была разделена на 15 частей и 10 царств. Царства были разделены на 1587 префектур. Префектуры делились на административные районы. Центральное управление осуществляли девять министерств.
Была создана так называемая система девяти рангов. В теории, согласно этой системе, местные правители должны были выбирать талантливых кандидатов на должности, и, в зависимости от их способностей и умений, присваивать им одну из девяти степеней. В реальности кандидатами, как правило, становились лишь богатые и влиятельные люди.
Система девяти рангов была заменена системой государственных экзаменов — Кэцзюй (в 605 году в период династии Суй). После сдачи этих экзаменов будущие чиновники ожидали назначения на должность. После получения должности им назначался испытательный срок. По отчету об эффективности работы определялось их жалование, которое выплачивалось деньгами, зерном или шёлком.
Однако со временем система государственной службы в императорском Китае стала коррумпированной и неэффективной.  Доход чиновников сократился настолько, что им едва хватало средств для жизни и они массово брали взятки. Богатые семьи покупали чины для своих сыновей. Это стало существенным фактором крушения империи Цин.

## Рим и Византия

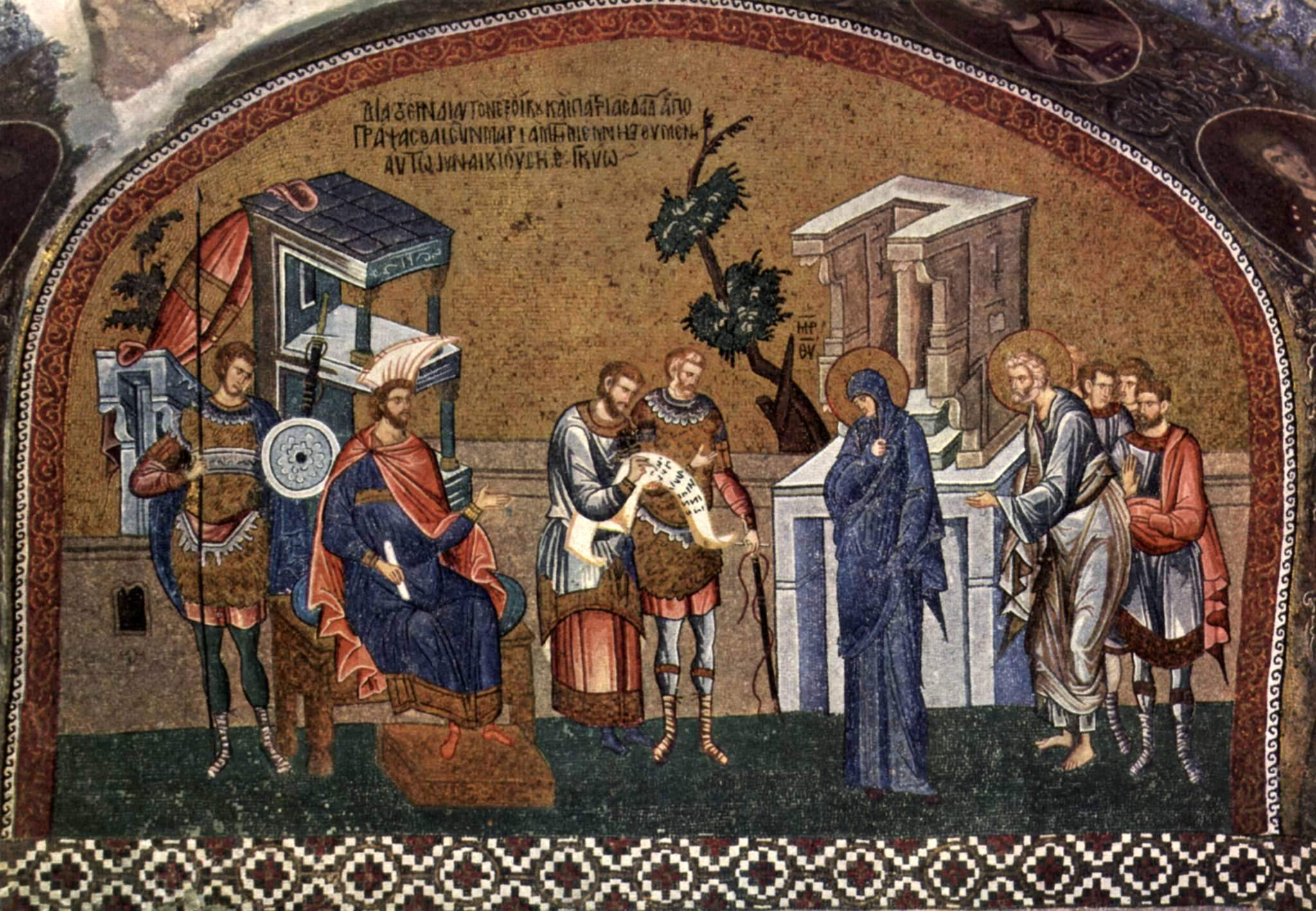
Государственная служба в Древнем Риме: губернатор Квириний вносит Марию и Иосифа с список переписи населения. Мозаика 1315—1320

Исторически функции государственной службы исполняли, как правило, личные слуги высокопоставленных лиц. В сохранившихся источниках Древнего Рима и Византии перечислены сотни должностей, образующих сложную структуру управления (См. Notitia Dignitatum). Насколько известно (См. Иоанн Лид), назначения на должности в этот период производились не по способностям или деловым качествам, а по принципу личной зависимости от назначающего или передавались по наследству. Система позволяла назначенным чиновникам перепоручать работу другим лицам, получая при этом плату за исполнение обязанностей.

## Западная Европа
В государствах, основанных германцами, должностные лица, окружавшие короля, находились в одинаковом положении с слугами всякого вотчинника: они были слугами короля, для которых на первом плане стояли интересы хозяина. Они назначались или из лиц зависимых, или из свободных дружинников, вступавших на службу к королю с целью искать покровительства и защиты против гнета других сильных дружинников. Короли привлекали к себе этих людей (называвшихся antrustiones, leudes, fideles, vassali и так далее) в тех видах, чтобы можно было возлагать на них военную службу и придворные должности. В провинциальном управлении высшие должности тоже поручались королевским антрустионам. Содержание должностным лицам и слугам короля заключалось в известной части судебных пошлин, в подарках, но преимущественно — в наделе поземельными участками. 
С установлением феодальной системы королевские слуги избирались из вассалов, обязанность которых заключалась в несении пожизненной службы сюзерену. Служба королю и государству приняла характер повинности. Должности, дававшие значительный доход, рассматривались как бенефиции и жаловались частным лицам в пользование; должностные функции получили характер частного имущества, которое могло переходить по наследству. У высших владетелей были свои служители, находившиеся к ним в вассальных отношениях и отправлявшие преимущественно судебные функции. Должности в феодальном государстве замещались: 1) по договору, являвшемуся основанием вассальных отношений между ленным господином и чиновником, получавшим в лен или саму должность, или владение, и 2) из среды особого полузависимого класса служилых людей (министериалов). 
В конце феодального периода класс зависимых служилых людей слился с ленным рыцарством; служилые имущества, получавшиеся в вознаграждение за службу, переходили или в лены, или в свободную собственность. В то же самое время входит в обычай назначение жалованья, по крайней мере низшим придворным должностным лицам. К этому же времени относится образование нового класса чиновников из лиц, изучавших в университетах римское и каноническое право. Появление на поприще государственной службы ученых юристов влекло за собою изменение в способе замещения должностей; право рождения начинало уступать место праву знания. 
Эта перемена, связанная с победой монархической власти над феодализмом, совершалась не вдруг, а с известной постепенностью. В первоначальную эпоху усиления монархической власти чиновники являются почти исключительно с характером финансовых деятелей, но затем предметы их ведомства расширяются; после рецепции римского права легисты, как люди изучившие это право, мало-помалу заменяют в судах прежних рыцарей-судей; затем ученые юристы появляются в придворных, государственных советах, в коллегиях и заведующих отдельными ветвями администрации. 
С образованием нового класса ученых чиновников делается ненужной прежняя повинность государственной службы; основанием для замещения должностей становится свободное соглашение, свободное предложение и принятие услуг. Вновь возникшее чиновничество является верным орудием королей в борьбе их с феодализмом: ученые юристы проповедуют безусловное повиновение королю, так как в этом — опора их собственной власти. Должностные лица остаются «слугами короля», но королевская власть принимает на себя осуществление разнообразных задач государства. На месте прежнего вотчинника становится носитель известной идеи, который служит ей вместе со своими органами — должностными лицами. В науке утверждается то начало, что должностные лица — нейтральные и бесстрастные органы государства; совокупность государственных должностей рассматривается как особый организм, а совокупность служащих — как особый общественный класс с особыми правами и обязанностями. Класс этот выливается в бюрократию, кладущую свой отпечаток на весь строй государственной жизни. 

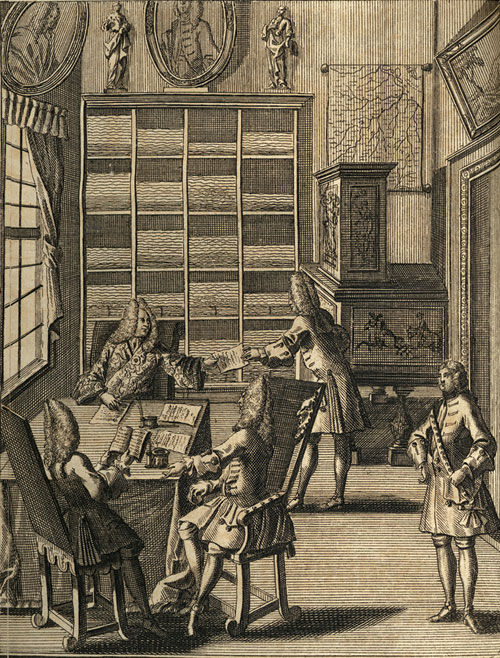
Учреждение в Западной Европе в XVIII веке

Однако некоторые элементы прежнего вотчинного взгляда на службу сохранились: одним из них была продажность должностей, развившаяся как во Франции, так и в Германии. Другой остаток феодальной системы, сохранившийся до Великой французской революции, заключался в том, что право на занятие многих должностей по государственной службе составляло привилегию дворянства, которому было предоставлено во Франции свыше 4000 должностей. Продажность и наследственность должностей были окончательно уничтожены во Франции во время революции; тогда же был провозглашен принцип выборного начала для всех должностей административных и судебных. С восстановлением монархии выборное начало уступило место назначению, которое в настоящее время является преобладающим.

## Россия

### Княжеский и Царский период
У первых московских князей чиновники состояли в должности тиунов, ключников, казначеев, дьяков, вообще приказных людей. 

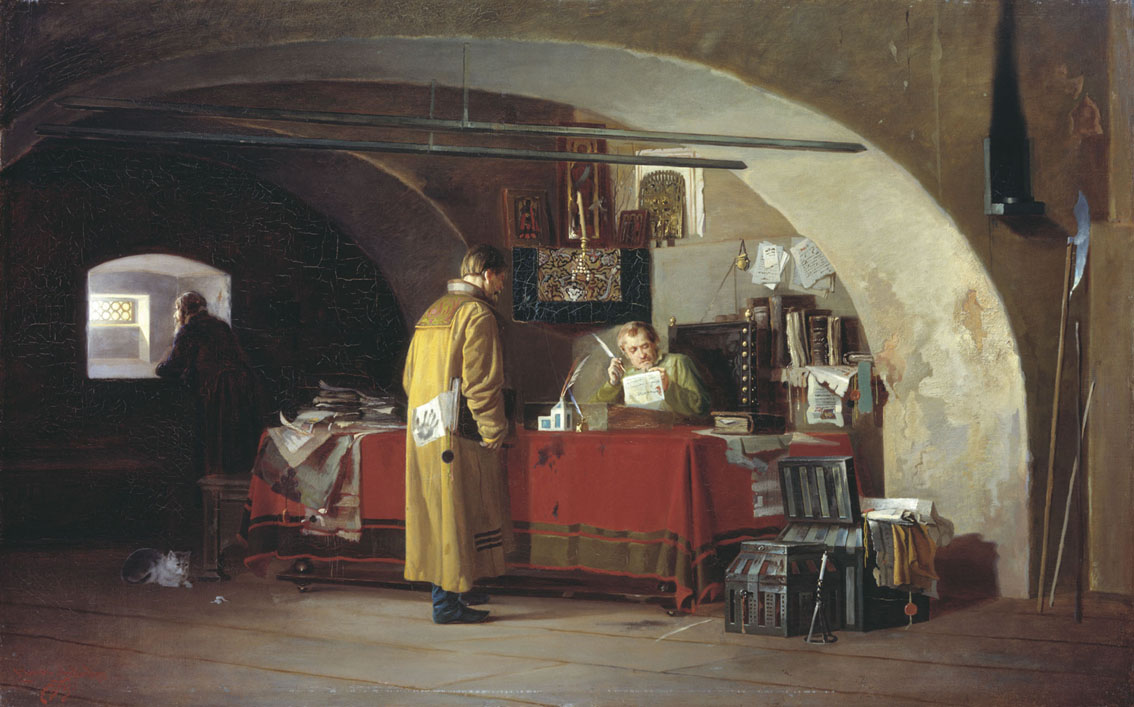
Приказ в Москве. Александр Янов.

Образование приказов, требовавшее постоянных и опытных деятелей; проведение в местном управлении государственного начала в более чистом виде, чем при системе кормления; столкновение власти московских государей с аристократическими притязаниями боярского класса, вынудившее первых искать себе опоры в неродовитых служилых людях, — все это привело к возвышению дьяков, грамотных, деловитых, худородных и вполне зависимых от воли государя. Низший слой приказных людей, собственно писцы, уже отделился в это время от дьячества под именем подьячих. Дьяки способствовали разрушению понятия о «чести», как о чем-то неподвижно связанном с родом, и своею деятельностью подготовили полную победу бюрократических принципов в управлении. 
Способом содержания местных должностных лиц были кормления. Неизбежные при таких порядках злоупотребления, особенно со стороны областных правителей, вызвали ряд правительственных мер к ограждению населения от обид и неправд наместников и волостелей.  В середине XVI века доходы кормленщиков были точно определены на деньги. Затем Корм, поборы и пошлины, которые население платило в пользу наместников и тиунов, заменены были денежным сбором — наместничьим откупным оброком. Этот оброк и послужил основным фондом для выдачи жалованья государевым слугам, взамен упраздненных кормлений.

### Имперский период
При Петре I система государственной службы была упорядочена. Гражданская или военная служба стала обязательной для дворянства. В 1722 году была введена Табель о рангах. В 1722 году, а потом в 1723 году назначено было гражданским чинам определенное денежное жалованье по соответствию с рангами воинской службы. 
Манифестом о вольности дворянства 1762 года обязательная служба дворянства была отменена. Перестав быть повинностью дворянства, государственная служба сделалась его привилегией. С течением времени привилегии, предоставленные в отношении поступления на государственную службу потомственным дворянам и детям личных дворян, были распространены и на другие категории лиц.
С начала XIX века правительство начинает заботиться о надлежащей подготовке чиновников. Указ 1809 г., составленный по мысли Сперанского, предписывал сдавать особенный экзамен для получения чина коллежского асессора. Эта мера вызвала всеобщее неудовольствие не только со стороны чиновников, но даже со стороны таких людей, как Карамзин; тотчас после удаления Сперанского появились многочисленные изъятия из этого закона, а в 1834 году он был вовсе отменен. 
На основании ст. 838 п. 3 Устава о службе гражданской, «чиновник, по убеждению начальства, неспособный к исправлению возложенной на него должности, или почему-либо неблагонадежный, или сделавший вину, известную начальству, но такую, которая не может быть доказана фактами, мог быть, по усмотрению начальства уволен от службы без просьбы с его стороны и без объяснения причин» (так называемое увольнение по третьему пункту). Это ставило чиновников в безусловную зависимость от начальства.

### Федеральный период
Государственная служба России  — профессиональная служебная деятельность граждан России на должностях государственной гражданской службы России по обеспечению исполнения полномочий федеральных государственных органов, государственных органов субъектов России, лиц, замещающих государственные должности России, и лиц, замещающих государственные должности субъектов России.